# Anocha
Anocha is een muggengeslacht uit de familie van de galmuggen (Cecidomyiidae).

## Soorten
- A. celesteana Pritchard, 1960
- A. spinosa (Felt, 1913)